# Undir Mýruhjalla
Undir Mýruhjalla – stadion piłkarski w miejscowości Skála, na Wyspach Owczych. Został otwarty w 1968 roku. Może pomieścić 1000 widzów. Swoje spotkania rozgrywają na nim piłkarze klubu Skála ÍF. 16 sierpnia 1984 roku na obiekcie rozegrano mecz finałowy Pucharu Wysp Owczych (HB Tórshavn – GÍ Gøta 2:0).